# Стерео-70
Сте́рео-70 — кинематографическая система, разработанная в СССР и предназначенная для съёмки стереоскопических кинофильмов 3D. Формат основан на широкоформатной системе НИКФИ, также известной как Sovscope-70. Для съёмки негатива и изготовления прокатных совмещённых фильмокопий используется одна киноплёнка шириной 70-мм, такая же, как для съёмки и печати «плоских» широкоформатных фильмов 2D. 

Расположение кадров стереопары на плёнке формата «Стерео-70» и на анаморфированной фильмокопии формата «Стерео-35А» (слева)

Вместо одного кадрика с широкоэкранным соотношением сторон кадра 2,2:1 на тот же участок киноплёнки двумя объективами снимается стереопара из двух кадриков с классическим соотношением сторон 1,37:1.
В 1990 году Американской Академией киноискусств система «Стерео-70» удостоена награды «За технические достижения».

## Техническое описание
Разработка системы велась в НИКФИ совместно с киностудией «Мосфильм» под руководством А. Болтянского и завершилась в 1965 году.
Формат «Стерео-70» является производственным и прокатным одновременно, потому что с негатива возможна контактная печать фильмокопии. Съёмка и проекция стереопары производятся сферическими (аксиально-симметричными) объективами без анаморфирования с частотой 24 кадра в секунду.
Межцентровое расстояние стереопары составляет 26,4 мм при размерах на негативе каждого кадра стереопары 18,2×25 мм по ГОСТ 25704—83. На позитиве размер кадров стереопары несколько меньше — 16,7×23 мм. Соотношение сторон кадров стереопары совпадает с классическим, позволяя печатать «плоские» фильмокопии обычного формата без потери частей изображения. Для этого на специальном кинокопировальном аппарате производится выкопировка только левой или только правой части стереопары. 
С негатива «Стерео-70» для кинозалов малой вместимости оптическим способом печатались фильмокопии на 35-мм киноплёнке с таким же расположением анаморфированных стереопар в пределах стандартного шага кадра в 4 перфорации. Такой формат фильмокопии в СССР назывался «Стерео-35А» и был только прокатным, поскольку киносъёмочных аппаратов с таким форматом негатива не существовало. В конце 1960-х годов в НИКФИ велись разработки системы стереокинематографа, основанной на использовании двух широкоформатных плёнок, однако дальнейшего развития эта технология не получила.
Одно из главных достоинств формата «Стерео-70» состоит в съёмке обеих частей стереопары на одну киноплёнку, что обеспечивает идентичность их цветопередачи, контраста и оптической плотности. При этом, в отличие от 35-мм форматов с так называемой «вертикальной стереопарой», шаг кадра остаётся стандартным, снижая динамические нагрузки на перфорацию и износ фильмокопий. Благодаря использованию одной плёнки съёмка ведётся одним киносъёмочным аппаратом, оснащённым специально разработанным оптическим блоком сменной конструкции. Каждый сменный оптический блок оснащён двумя съёмочными объективами и механизмами диафрагмы и фокусировки, управляемыми синхронно в обоих объективах. Таким образом, в одном корпусе изготавливается единый стереообъектив. Стереообъективы могут иметь фокусные расстояния: 23 мм, 28 мм, 32 мм, 35 мм, 40 мм, 75 мм, 100 мм и 250 мм, позволяющие выбирать нужную крупность плана. Кроме того, конструкция стереообъективов позволяет регулировать стереобазис съёмки от 15 до 110 мм, а также корректировать угол конвергенции: механизм позволяет смещать объективы каждой стереопары друг к другу в диапазоне 2 мм, что даёт возможность установки положения «плоскости нулевых параллаксов» на различные дистанции, вплоть до бесконечности. Это эквивалентно выставлению положения «плоскости экрана» относительно снимаемой объёмной сцены, определяющему, какая часть сцены для зрителя кажется расположенной «за экраном», а какая — перед ним.
Система пригодна для стереомакросъёмки, ускоренной и цейтраферной съёмки. Кроме того, в отличие от других киносъёмочных аппаратов для стереосъёмки, аппараты системы «Стерео-70» оснащены бинокулярной стереолупой, позволяющей оператору визуально наблюдать объёмную сцену и по крестам на матовом стекле визуально устанавливать схождение съёмочных объективов на дистанцию нулевого параллакса. Использование вариообъективов системой не предусмотрено. Для киносъёмки силами НИКФИ и МКБК были разработаны киносъёмочные аппараты для различных видов съёмки. В эту линейку вошли камеры 70СК—Д для синхронной съёмки, скоростная 70КСК—Д, 1СШН—Д для натурных съёмок и ручная 1КСШРУ—Д. Большинство этих аппаратов были стереоверсиями киносъёмочной техники, разработанной для съёмки «плоских» широкоформатных фильмов. В серийных камерах заменялись объектив, кадровая рамка и лупа.
Одним из главных достоинств системы «Стерео-70» считалась возможность использования для демонстрации фильмов стандартных 70-мм кинопроекторов без каких-либо переделок. При этом обычный объектив заменялся стереоблоком за несколько минут. Благодаря такой совместимости, система быстро получила распространение не только в СССР, но и за рубежом: в течение одного 1980 года были открыты кинотеатры «Стерео» в Софии, «Ока» в Варшаве и «Космос» в Париже и Хельсинки. Для стереопоказа в этих кинотеатрах использовались кинопроекторы различных производителей: советский «КПК-30» и зарубежные «Bauer U4», «Victoria 8», «Meopta UM70» и «Pyrcon UP 700».

### Hi-Fi Stereo-70
Аналогичный принцип был использован в кинематографической системе Hi-Fi Stereo-70, также известной в Западной Европе, как Triarama, Stereovision-70 и Super Cinema 3D. Европейскую и отечественную системы часто путают из-за схожести технологий: расположение кадров стереопары аналогично в обеих системах, но в западной при съёмке и проекции используется анаморфирование, дающее широкоэкранное изображение. Размеры кадров стереопары 23,5×24,9 мм, что обеспечивает площадь, на 43% превосходящую площадь кадра большинства анаморфированных форматов на киноплёнке 35-мм. При использовании коэффициента анаморфирования 2× соотношение сторон экрана составляет 2,2:1. Конструкция киносъёмочных объективов во многом аналогична советской системе, за исключением невозможности изменения стереобазиса из-за особенностей анаморфотной оптики. Плоскость «нулевых параллаксов» автоматически устанавливается на дистанцию фокусировки, но в случае необходимости может быть расположена на других расстояниях. Для демонстрации фильмов, снятых в системе Hi-Fi Stereo-70 так же, как и в советской системе, пригодны обычные 70-мм кинопроекторы, для которых был разработан анаморфотный объектив «Стерео-Панатар», со встроенными поляризационными светофильтрами.

## Применение
Первыми фильмами, снятыми по системе «Стерео-70», стали картины «Нет и да», «Таинственный монах», «Русские этюды», «Вашу лапу, медведь» и «Парад аттракционов».
В СССР развитию стереокино не уделялось серьёзного внимания, поэтому кинотеатров, пригодных для демонстрации стереофильмов, было ничтожное количество. Построенные стереокинотеатры располагались, главным образом, в Москве и Ленинграде, а провинциальные города довольствовались обычным или широкоформатным кинопоказом. Поэтому, по технологии «Стерео-70», начиная с 1966 года, снято чуть более 30 стереофильмов. Практически ни один из них не стал кассовым. 
Демонстрация фильмов, снятых по технологии «Стерео-70», может проводиться кинопроекторами, рассчитанными на проекцию обычных 70-мм фильмокопий и оснащёнными специальным стереообъективом. Разделение изображений для правого и левого глаз может производиться по любой из существующих технологий, в том числе по безочковой на растровом экране. В большинстве случаев использовались поляризационные светофильтры, устанавливаемые на проекционных стереообъективах «ПС-1» и соответствующие очки для зрителей. Самым известным из 20 кинотеатров, работавших по технологии «Стерео-70», был кинотеатр «Москва». 
В 1974 г. в городе-курорте Сочи один из залов кинотеатра "Сочи" переоборудовали для демонстрации стереофильмов. Кинотеатр получил новое название "Стерео". В курортный сезон за билетами на диковинное кино выстраивались очереди. Перед фильмами в качестве журнала демонстрировали короткометражный видовой стереофильм "Здравствуй, Сочи!". Кинотеатр функционировал до 2000х пока не пришёл в упадок. В 2010 здание кинотеатра было переоборудовано под офис госкорпорации "Олимпстрой". 

## Стерео-70 в цифровом кино
После перестройки, когда советская система кинопроизводства и кинопроката пришла в упадок, система «Стерео-70» в оригинальном виде не использовалась. Однако, с появлением цифровых кинотехнологий, технические решения, применённые в аппаратуре стандарта, вновь стали востребованы. В 2009 году были разработаны новые оптические съёмочные блоки для их использования с цифровыми кинокамерами, оснащёнными широкоформатным светочувствительным сенсором, соответствующим по размерам кадру киносистем, использующих негативную киноплёнку 65-мм.
Первой цифровой камерой, использующей расположение стереопары и оптику системы «Стерео-70» стала камера Phantom-65 Z3D, для которой в МКБК разработаны современные оптические блоки «Зепар» (англ. Zero Parallax) с дистанционным цифровым управлением параметрами съёмки. Камера оснащена 10-мегапиксельным сенсором 4096×2440 пикселей и обеспечивает общую разрешающую способность 4К, по 2К на кадр. Размеры кадра половины стереопары эквивалентны размеру сенсора «Супер-35» камер для «плоского» изображения. Это позволяет снимать фильмы 3D, предназначенные в том числе для показа в стандарте IMAX Digital Theatre System с близким соотношением сторон экрана. По сравнению с аналогами, требующими двух камер, собранных в громоздкую установку 3D, камера с объективами «Зепар» так компактна и удобна в управлении, что позволяет снимать трёхмерное изображение в малых пространствах и с движения, в том числе «с рук» и с использованием системы «Стэдикам».
Это практически единственная цифровая кинокамера, пригодная для съёмки полной стереопары. Все остальные камеры снимают лишь одну часть стереопары и для стереосъёмки комбинируются на специальных ригах попарно. Это усложняет управление схождением и «плоскостью экрана» во время съёмки, влияющими на качество трёхмерного изображения и комфортность его восприятия.
Однако, из-за отсутствия зеркального обтюратора, цифровая кинокамера Phantom лишена одного из главных достоинств киносъёмочной системы «Стерео-70» — возможности визуального наблюдения оператором объёмного изображения через бинокулярную стереолупу. Вместо этого на электронный видоискатель выводятся два изображения обеих частей снимаемой стереопары.
Объективы «Зепар» пригодны также для съёмки широкоэкранных фильмов при использовании части вертикального пространства матрицы, как это распространено при использовании камер с сенсором «Супер-35». «Отмирание» анаморфотной оптики и преимущества сферических стереообъективов при съёмке 3D делают технические решения «Стерео-70» более востребованными в цифровой киносъёмке, по сравнению с системой Hi-Fi Stereo-70, так и оставшейся техническим экспериментом.